# Всекитайская ассоциация даосизма

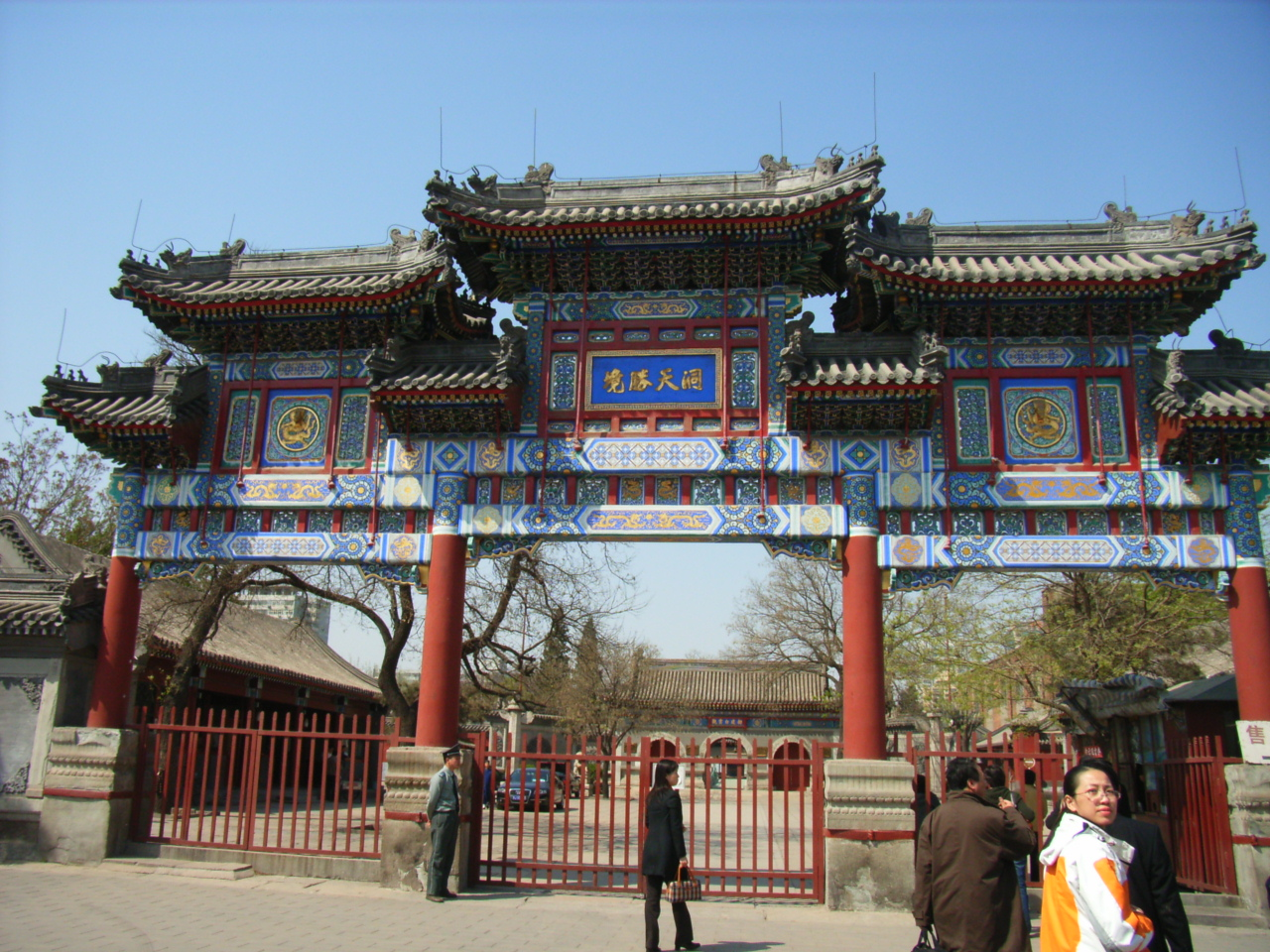
Храм Белых облаков

Всекитайская ассоциация даосизма (кит. 中国道教协会 Чжунго Даоцзяо Сехуэй) — центральная организация китайских даосов, основанная в 1957 году. Первым руководителем был избран Юэ Чундай (кит. 岳崇岱). Духовное управление располагается в храме Белых облаков (Байюньгуань) в Пекине. Печатный орган — журнал «Китайский даосизм» (Чжунго даоцзяо). Нынешний руководитель с 2005 года — Жэнь Фажун (кит. 任法融) .